# Passage Jean-Nicot
Le passage Jean-Nicot est une voie du 7e arrondissement de Paris, en France.

## Situation et accès
Le passage Jean-Nicot est situé dans le 7e arrondissement de Paris. Il débute au 89, rue Saint-Dominique et se termine au 170 bis, rue de Grenelle.

## Origine du nom

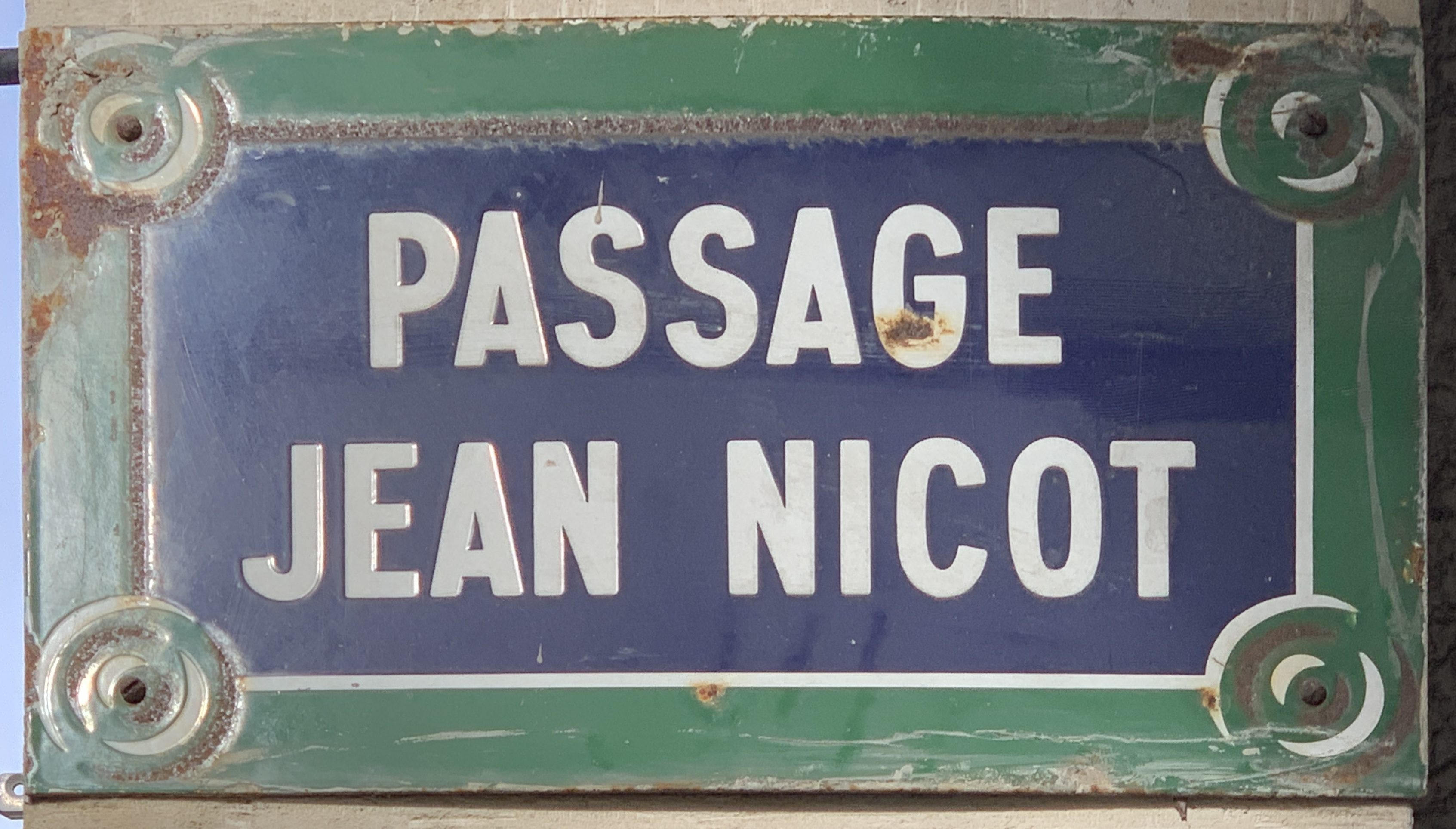
Plaque du passage.

Il porte le nom de Jean Nicot (1530-1604), diplomate et érudit français, introducteur du tabac en France (d’où la nicotine) en raison de son voisinage de l'emplacement de l'ancienne Manufacture des tabacs en raison de sa proximité avec la rue éponyme.

## Historique
Anciennement « passage Saint-Jean », il devint par un arrêté du 1er février 1877, le « passage Jean-Nicot ».